# Duitsland op het Eurovisiesongfestival 2000
Duitsland deed mee aan het Eurovisiesongfestival 2000 in Stockholm. Het was de 44ste deelname van het land op het Eurovisiesongfestival.

## Selectieprocedure
Net zoals het voorbije jaar koos men ook deze keer weer voor een nationale finale.
Deze werd gehouden op 18 februari 2000 in Stadthalle Bremen en werd gepresenteerd door Axel Bulthaupt.
Elf artiesten namen deel aan deze finale en de winnaar werd bepaald door televoting.

| Volgorde | Artiest                                                 | Lied                      | Punten | Plaats |
| -------- | ------------------------------------------------------- | ------------------------- | ------ | ------ |
| 1        | E-Rotic                                                 | "Queen of Light"          | ???    | 6      |
| 2        | Lotto King Karl & Die Barmbek Dream Boys fischering ROH | "Fliegen"                 | ???    | 7      |
| 3        | Marcel                                                  | "Adios"                   | 0,9%   | 11     |
| 4        | Claudia Cane & Mother Bone                              | "Free"                    | ???    | 10     |
| 5        | David Kisitu                                            | "Du mußt kein Model sein" | ???    | 8      |
| 6        | Corinna May                                             | "I Believe in God"        | 14,1%  | 2      |
| 7        | Knorkator                                               | "Ick wer zun Schwein"     | 7,1%   | 4      |
| 8        | Kind of Blue                                            | "Bitter Blue"             | 7,6%   | 3      |
| 9        | Stefan Raab                                             | "Wadde hadde dudde da?"   | 57,0%  | 1      |
| 10       | Goldrausch                                              | "Alles wird gut"          | ???    | 9      |
| 11       | Fancy                                                   | "We Can Move a Mountain"  | ???    | 5      |

## In Stockholm
In de finale van het Eurovisiesongfestival 2000 moest Duitsland optreden als 15de, net na Denemarken en voor Zwitserland. Op het einde van de stemming bleek dat ze op een 5de plaats geëindigd waren met 96 punten.
Men ontving 3 keer het maximum van de punten.
Nederland en België hadden respectievelijk 8 en 6 punten over voor deze inzending.

### Gekregen punten
| 12 punten                           | 10 punten   | 8 punten              | 7 punten               | 6 punten           |
| ----------------------------------- | ----------- | --------------------- | ---------------------- | ------------------ |
| - Oostenrijk - Spanje - Zwitserland | - Frankrijk | - Letland - Nederland |                        | - België - IJsland |
| 5 punten                            | 4 punten    | 3 punten              | 2 punten               | 1 punt             |
| - Ierland - Verenigd Koninkrijk     | - Rusland   | - Noorwegen           | - Denemarken - Finland | - Kroatië          |

### Gegeven punten
Punten gegeven in de finale:
| 12 punten | Denemarken |
| 10 punten | Turkije    |
| 8 punten  | Zweden     |
| 7 punten  | Letland    |
| 6 punten  | Kroatië    |
| 5 punten  | Estland    |
| 4 punten  | Rusland    |
| 3 punten  | Malta      |
| 2 punten  | Oostenrijk |
| 1 punt    | Nederland  |

1956 · 1957 · 1958 · 1959 · 1960 · 1961 · 1962 · 1963 · 1964 · 1965 · 1966 · 1967 · 1968 · 1969 · 1970 · 1971 · 1972 · 1973 · 1974 · 1975 · 1976 · 1977 · 1978 · 1979 · 1980 · 1981 · 1982 · 1983 · 1984 · 1985 · 1986 · 1987 · 1988 · 1989 · 1990 · 1991 · 1992 · 1993 · 1994 · 1995 · 1996 · 1997 · 1998 · 1999 · 2000 · 2001 · 2002 · 2003 · 2004 · 2005 · 2006 · 2007 · 2008 · 2009 · 2010 · 2011 · 2012 · 2013 · 2014 · 2015 · 2016 · 2017 · 2018 · 2019 · 2020 · 2021 · 2022 · 2023 · 2024 · 2025